# Pierre Lorillon
Pierre Lorillon, né à Champigny-sur-Marne le 13 mai 1918 et mort le 17 février 2013  à Bastia, est un ancien pilote de chasse français. Il est l'un des trois derniers pilotes du Régiment de chasse Normandie-Niémen (avec Jean Sauvage et Gaël Taburet) qui combattit en URSS.

## Biographie
Durant la Seconde Guerre mondiale il a d'abord servi au Maroc puis a combattu sur le front russe comme pilote au sein du Régiment de chasse Normandie-Niémen. Il est titulaire de 14 victoires aériennes homologuées et de 4 victoires probables (5 victoires homologuées et 3 victoires en collaboration selon le site cité en référence ci-joint - 8 victoires homologuées et 9 "autres" selon la référence ci-jointe). Ces victoires sur le front russe ont été acquises contre des Fw 190 et un Stuka.
En 1946, il est moniteur de voltige aérienne en Écosse.
Il prend part à la guerre d'Indochine comme pilote d'avion de transport entre 1953 et 1955 et pendant la guerre d'Algérie entre 1960 et 1962,.
Le commandant Lorillon prend sa retraite en 1969.
Il a été fait Grand-croix de la Légion d'honneur le 21 mai 2007.

## Décorations et mémoire
- Grand-croix de la Légion d'honneur[5]
- Croix de guerre 1939-1945
- Croix de guerre des Théâtres d'opérations extérieurs
- Croix de la Valeur militaire
- Croix de la vaillance (Viêt-Nam)
- Ordre de la guerre pour le salut de la patrie (URSS)
- Ordre du Drapeau rouge  (URSS)
- Médaille pour la victoire sur l'Allemagne dans la Grande Guerre patriotique de 1941-1945 (URSS)
- 18 citations dont 13 à l'ordre de l'armée[6].

- 1 288 missions de guerre et 1 810 heures de vol au combat[6].
- Plaque commémorative sur le mur de sa maison natale à Champigny-sur-Marne[6].